# Георги Симеонов (революционер)
Вижте пояснителната страница за други личности с името Георги Симеонов.
Георги Илиев Симеонов Мамарец, известен още и като Гаджал войвода, е български революционер, хайдутин и опълченец. Заради участието си във всички войни и въстания по времето си е наречен Войникът на века.

## Биография
Роден е в Котел през 1811 г. (според други източници през 1808 г.). По майчина линия е племенник на капитан Георги Мамарчев, а Георги С. Раковски му е братовчед. Взима участие в множество военни кампании, включително Руско-турската война (1828 – 1829), Велчовата завера (1835), 1-вия и 2-рия Браилски бунт (1841), Унгарската революция (1848 – 1849), Кримската война (1853 – 1856), потушаването на Полското въстание (1863 – 1864), Сръбско-турската война от 1876 година.
По време на Руско-турската война от 1828 – 1829 г. е доброволец в отряда на вуйчо си капитан Георги Мамарчев. След края ѝ заминава за Русия. През 1835 година участва във Велчовата завера, след нейното потушаване отново заминава за Русия. След това отива в Румъния и там през 1840 година организира хайдушка чета, с която да премине в България, но румънските власти осуетяват начинанието му. После се включва в подготовката на Браилския бунт, ръководен от Георги С. Раковски (1842). В периода от 1843 до 1847 година хайдутува с чета из Стара планина. През 1848 г. се включва отново в руската армия. По-късно участва в Кримската война (1853 – 1856) и в кампанията на руската армия в Кавказ (1859 – 1860).
На 65-годишна възраст се включва като доброволец в Сръбско-турската война (1876), служи в Първи доброволчески полк. Награден е със сръбския сребърен медал за храброст.
По време на Руско-турската война (1877 – 1878) служи в III рота на III опълченска дружина на Българското опълчение като ефрейтор от 20 април 1877 до 7 юли 1878 г. Участва във всички решителни боеве - форсирането на Дунава, освобождаването на Търново, боевете при Стара Загора, Шипка (I, II, III), Шейново, Садово, Тича.

### Кресненско-Разложкото въстание
След Освобождението при избухването на Кресненско-Разложкото въстание застава начело на малка чета, съставена от бивши опълченци и издържана от Рилския манастир и с нея през септември 1878 година пресича границата и навлиза в Македония и започва въоръжени действия срещу османците. Четата му заедно с тези на Стоян Карастоилов, Коста Кукето, Стою Торолинко, Кръстю Светиврачки участва в големия отряд, който напада на 5 октомври Кресненските ханове и дава начало на въстанието. Георги Гаджала се проявява в сражението. Дядо Георги Гаджала става член на въстаническия щаб. В щаба заедно с другите войводи се опитва да примирява двамата чужденци, водачи на въстанието Луис Войткевич и Адам Калмиков. По време на въстанието е ранен.
Доброволец е в Сръбско-българската война (1885). От следващата година живее в Русе. Преследван е от властите заради русофилските си убеждения и след Офицерския бунт от февруари 1887 г. е принуден да емигрира в Румъния, където живее до 1895 г. След като се завръща в България, той се установява в София, където държи кафене. През последните години от живота си живее в Русе.
Умира на 1 декември 1899 г. в Русе.